# La Guerre mondiale 1914-1918
La Guerre mondiale 1914-1918 est un manuscrit attribué de manière posthume au maréchal Pétain. Probablement écrit entre 1920 et 1930, il devait faire partie d'un plus vaste ouvrage sur l'Histoire du soldat français, ouvrage qui n'a jamais été publié. Le manuscrit a été retrouvé en 2006, authentifié puis publié en 2014. 

## Description
Jusqu'à aujourd'hui, nous disions le manuscrit probablement écrit entre 1920 et 1931, le traité de Sèvres, signé en août 1920, y est évoqué et Pétain n'a plus écrit après 1931 et la publication de l'ouvrage Verdun (écrit par son porte-plume le colonel Laure). En 2023, nous pouvons affirmer que ce manuscrit a bien été rédigé par le maréchal Philippe Pétain, plus précisément entre 1919 et 1921, et ce, grâce à une preuve ignorée semble t-il par les historiens français spécialistes du personnage (jusqu'à Mme Bénédicte Vergez-Chaignon, prix de la biographie du Point en 2015). 
Cette ultime preuve se cachait en Angleterre. Elle est contenue dans le témoignage d'un officier supérieur anglais, journaliste et essayiste C.à.C Repington. Charles à Court Repington, CMG, (29 janvier 1858 - 25 mai 1925), connu jusqu'en 1903 sous le nom de Charles à Court, était un soldat anglais, qui a poursuivi sa carrière en tant que correspondant de guerre influent pendant la guerre de 1914-1918. Ainsi, il rapporte qu'au cours de son voyage à Paris en 1919, il rencontra, entre autres autorités politiques et militaires, Poincaré, Clémenceau et les maréchaux dont Pétain. Ce dernier l’a reçu à diner le lundi 9 juin 1919 à Chantilly. Après le diner, le Maréchal lui accorda un long entretien. Pendant cet échange, Pétain lui a déclaré travailler sur une chronique détaillée de la guerre et lui a montré un travail qui correspond dans la description qu’il en fait (présentation, fond et esprit) tout à fait à notre manuscrit. 
Voilà ce que Repington écrit page 626 de son ouvrage, La première guerre mondiale(1914-1918) Notes et Souvenirs - Titre II - Payot-Paris 1924 :
« Le Maréchal a terminé tous les règlements pour l'après guerre ; il met également la dernière main à un historique très documenté des opérations des armées françaises, historique dont il me montra une partie déjà dactylographiée. Ce travail me parut admirablement compris : le récit en est clair, concis et complété par un exposé des raisons qui motivèrent chaque manœuvre ; aucun commentaire d'ordre général, aucune critique. Je dis à Pétain combien il serait à souhaiter que nous eussions au War Office un compte rendu exact de la tache accomplie par les armées françaises : il me proposa alors de m'installer pendant six mois auprès de lui afin d'étudier tout à mon aise son propre travail et d'en extraire ce que je jugerais utile pour nos officiers. L'offre est séduisante : j'y réfléchirai. Son état major a fait une énorme besogne en mettant sur pied dans un court laps de temps un pareil mémoire ; il sera terminé dans une quinzaine de jours. Les travaux analogues fournis par Foch, Joffre et Nivelle compléteront heureusement l'histoire militaire de la guerre du côté français. »
Ce témoignage capital met en évidence les 5 points suivants :
1. L'analyse et l'étude descriptive du texte du manuscrit par les experts en écritures et en documents historiques collent mots à mots a celle de Repington.
2. Notons l'absence dans le texte de commentaire et de critique qui donne ce ton impersonnel au texte du manuscrit et explique l'absence du "je". Nous retrouvons là aussi une caractéristique originale du texte du manuscrit quant à la forme.
3. Repington relève aussi que Pétain fait une chronique complète de la guerre menée par les armées françaises et non par l'armée de terre exclusivement. Il inclut donc dans sa chronique le rôle joué par la marine et les différents corps expéditionnaires sur tous les théâtres d'opérations à l'échelle mondiale.
4. Repington consolide ainsi l'hypothèse que le Maréchal avait disposé d'une armée de rédacteurs dont les missions avaient été de collecter toutes les données et de lui préparer des fiches. Le Maréchal, comme à son habitude, reprenait ces notes, les recopiait de sa main, en polissait la syntaxe pour obtenir finalement un travail marqué du "style Pétain" bien connu des biographes et historiens.
5. Constatant l'intérêt que suscitait son ouvrage, on comprend que le Maréchal ait repris à son compte cette chronique, en ait rédigé une version personnelle pour son propre usage et l'ait fait relier pour la conserver et l' utiliser ensuite comme "banque de données". Il utilisera cette "banque de données" quand il prépara son livre "le soldat" avec de Gaulle, et en 1939 quand Il rédigea une déclaration préalable à la création du Cours de Défense Nationale à l’École Libre des Sciences Politiques, qui fut publiée dans le premier numéro de la Revue de la Défense Nationale.

Grace à la découverte de ce témoignage du colonel Repington, nous disposons, après quinze ans de recherche, de tous les éléments prouvant l'identité de l'auteur du manuscrit "La Guerre Mondiale 1914-1918" et confirmant que la découverte et la révélation de cette source historique a bien été un événement majeur du centenaire. 
Ce manuscrit avait servi de socle à ce qui devait constituer le chapitre consacré à la Première Guerre mondiale d'un ouvrage plus général, l'Histoire du soldat à travers les âges, qui devait être signé par Pétain mais dont les autres chapitres seraient écrits par le commandant Charles de Gaulle que le maréchal avait alors pris sous son aile. La publication de ce livre avait pour but de faciliter l'entrée à l'Académie française du maréchal. Mais en janvier 1928, Pétain chargea le colonel Audet de revoir et d'achever le manuscrit, ce qui irrita De Gaulle qui s'y opposa : « Un livre, c'est un homme. Cet homme, jusqu'à présent, c'était moi. S'il s'agit de triturer mes idées, ma philosophie et mon style, je m'y oppose et vais le dire au maréchal ». La querelle entre Pétain et De Gaulle dura trois ans et entre-temps Pétain fut admis à l'Académie. L'ouvrage ne sera jamais publié, De Gaulle reprendra ensuite ses écrits qu'il publiera en 1938 sous le titre de La France et son armée. Pétain consigna le reste dans un coffre aux Invalides mais on perdit la trace de la partie consacrée à la guerre de 1914-1918.
Le document comprend 350 pages manuscrites avec 77 croquis et plans de bataille. Le style est précis, souvent assez lapidaire. Pétain y décrit toutes les opérations militaires sur les différents fronts avec plusieurs croquis. Il y égratigne un peu ses « rivaux  » Gallieni et Joffre et se donne quelquefois le beau rôle comme pour Verdun - « le général Pétain est appelé en toute urgence ». Mais il ne parle dans son ouvrage ni des soldats, ni des civils dans le conflit, pas plus que des dissensions qui ont existé au sein de l'état-major. Selon l'historien Marc Ferro, ce manuscrit apporte un éclairage sur la première partie de la vie de Pétain et la grande frustration qu'il éprouva sur l'issue de la Première Guerre mondiale, où malgré la gloire qu'il en avait retiré, il souffrit ne pas pu avoir franchir le Rhin en 1918 et déclarer la victoire en Allemagne occupée.

## Redécouverte et authentification

### Les archives de Pétain
Le manuscrit est retrouvé fortuitement en 2006 par Jean-Jacques Dumur, un ancien officier de l'armée qui, passionné, va passer six ans à reconstituer l'histoire du manuscrit et à le faire reconnaître comme authentique.
Malgré les recherches, il n'y a pas de certitudes sur le parcours du document de son écriture à sa découverte. Le plus probable est que le maréchal l'ait stocké dans sa résidence de vacances de Villeneuve-Loubet (Alpes-maritimes) en 1939, ou bien son épouse plus tardivement. Le manuscrit va se retrouver dans les mains d'un maçon italien, réfugié dans la ville française comme bon nombre de ses compatriotes avant la guerre. Il aurait fait des travaux dans la villa alors inoccupée juste après la Libération et « sans propriétaire » puisque Pétain avait vu ses biens confisqués après son procès à l'été 1945. Il était alors courant à l'époque que les ouvriers soient payés par troc pour des travaux effectués dans des maisons sans propriétaire. On trouve aussi trace aux archives de l'armée à Vincennes d'une demande de Mme Pétain pour favoriser des naturalisations de réfugiés italiens de Villeneuve-Loubet et dans un des courriers qu'elle a adressés à Pierre Bourget, elle dit avoir « mis beaucoup d'objets à l'abri » depuis août 1944. 
En 1989, la fille du maçon italien hérite du manuscrit parmi d'autres archives et en 2006, elle demandera à Jean-Jacques Dumur de faire le tri parmi celles-ci.
Jean-Jacques Dumur eut quelques difficultés à faire reconnaître l'authenticité du document, se voyant souvent rétorqué que « Pétain détestait écrire, donc il n'a rien écrit » mais en 2009, Marie-Pascale Charbit Lescat, expert judiciaire en écritures manuscrites près de la cour d’appel de Toulouse et après deux ans de travail dont des recherches comparatives aux Archives nationales et au Service historique de la Défense a reconnu l'authenticité du document. Le manuscrit et l'enquête de traçabilité ont été versés au Service historique de la Défense à Vincennes et mis à la disposition des historiens depuis mars 2011.

### Les procédures judiciaires
Malgré cette reconnaissance par les institutions du sérieux des 3 expertises prouvant l’authenticité du manuscrit et les avis répétés de Marc Ferro, des détracteurs, d’abord anonymes puis mis dans l’obligation de révéler leurs identités, essayèrent sans succès de remettre en doute la paternité du texte et des croquis de bataille en produisant un rapport intitulé « expertise Pétain ». Ce rapport non daté, signé par deux personnes étroitement liées, démuni de toute démonstration contextuelle et technique basait même ses conclusions sur des contre-vérités manifestes. La justice relèvera d’ailleurs les côtés lacunaires de ce rapport en le jugeant « moins complet et moins fouillé » que les expertises originelles, et exclusivement basé sur un nombre trop limité de documents de comparaison, ces derniers n’étant pas, en plus, des originaux mais de vulgaires facsimilés. 
De telles lacunes étaient inévitables car les deux rédacteurs de cette « pseudo expertise Pétain » n’étaient pas de la spécialité requise pour ce genre de mission : ils ne sont pas graphologues et encore moins experts en écritures manuscrites, allant même jusqu’à confondre tout au long de leur rapport les variations normales d’une écriture avec des dissemblances synonymes d’incompatibilité. Utilisé par des tiers comme moyen de pression, il était inévitable que cette affaire aboutisse au tribunal en 2017. Au cours des procédures, les signataires de cette « Expertise Pétain » demandèrent au tribunal de requalifier leur travail en « Simple avis qui n’aurait jamais dû être rendu public car reflet de leur seule liberté d’expression ». Avec ce changement de qualification, ce simple avis n’avait plus aucune valeur juridique et tombait alors dans les « oubliettes de l’histoire ». En juin 2021, la Cour d’Appel de Paris condamna les utilisateurs de cette expertise, qui n’en était plus une, pour non-respect du contradictoire et non-respect de leurs obligations déontologiques. 
Par décision du 8 mars 2023, la Cour de Cassation confirma cette condamnation.
À compter de ce 8 mars 2023, le manuscrit est donc définitivement réputé comme authentique et entièrement l’œuvre du maréchal Philippe Pétain et ce autant pour les 350 page de texte que pour les 77 croquis de bataille qu’il contient.

## Publication
L'ouvrage a été publié en mai 2014 sous le titre La Guerre mondiale 1914-1918 aux éditions Privat. Il est complété par une préface de l'historien Marc Ferro, auteur de deux ouvrages sur Pétain, qui restitue l'ouvrage dans son contexte et d'un récit par Jean-Jacques Dumur sur la découverte du manuscrit et les démarches pour son authentification.